# شهرستان لینکلن (اکلاهما)
شهرستان لینکلن، اکلاهما (به انگلیسی: Lincoln County, Oklahoma) شهرستانی در ایالات متحده آمریکا است که در اکلاهما واقع شده‌است.

## خصوصیات
شهرستان لینکلن ۲٬۵۰۱ کیلومترمربع مساحت دارد.